# Kaarz

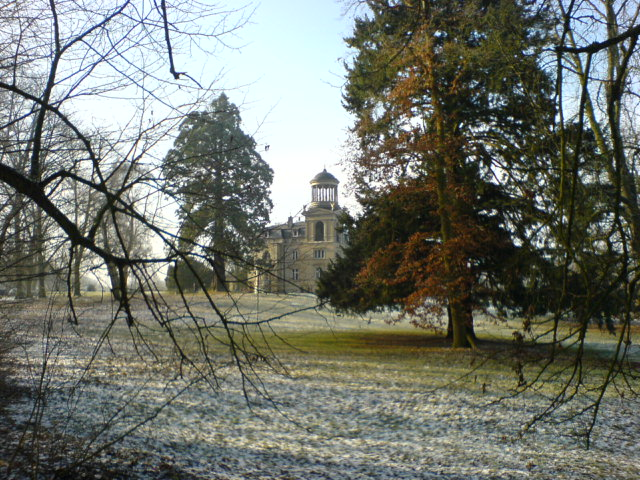
Kaarz (Park vor dem Schloss)

Kaarz ist ein Dorf im Landkreis Ludwigslust-Parchim und gehört zu der Gemeinde Weitendorf (bei Brüel), die vom Amt Sternberger Seenlandschaft mit Sitz in Sternberg verwaltet wird.

## Lage
Kaarz liegt gut zwei Kilometer südsüdwestlich von Weitendorf und drei Kilometer nordwestlich des ehemaligen Standortübungsplatz Dabel. Nach Sternberg im Osten sind es circa acht Kilometer. Die Bundesautobahn 14 im Westen ist 15 Kilometer entfernt.

## Geschichte
Kaarz gehörte kirchenrechtlich 1541 zum untergegangenen Kirchspiel Powerstorf. 1824 war der Ort niedergerichtlich dem Amt Sternberg zugerechnet und wurde vom Stadtrichter in Brüel betreut.

## Sehenswertes
Sehenswert ist das 1873 erbaute und heute (2012) mit großem Park als Feriendomizil genutzte Schloss Kaarz. Im Park findet man seltene Gehölze wie Tulpenbaum, Mammutbäume und auch ein Mausoleum. Karz liegt in unmittelbarer Nachbarschaft des ausgedehnten Waldgebietes Kaarzer Holz.